# میشا هنکاک
میشا دانیال هنکاک (انگلیسی: Micha Danielle Hancock؛ زادهٔ ۱۰ نوامبر ۱۹۹۲) یک بازیکن والیبال است که برای تیم‌ملی ایالات متحده آمریکا بازی می‌کند. هنکاک در پست پاسور به بازی کردن می‌پردازد، او برنده مدال طلا در المپیک تابستانی توکیو ۲۰۲۰ برای تیم‌ملی شد.